# Cucumis africanus
Cucumis africanus là một loài thực vật có hoa trong họ Cucurbitaceae. Loài này được L.f. mô tả khoa học đầu tiên năm 1782.